# Haga, Heby kommun
Haga är en småort  i Harbo socken i Heby kommun belägen strax söder om Harbo längs länsväg 272. 
Här ligger bland annat en snickerifabrik, Scandinavian Kitchen (tidigare Hagaköket), grundad 1922. Här fanns tidigare även Elmer Erikssons snickeri (snickeriet stängde år 2000)
Haga ursprungligen namnet på den villa som snickerifabrikens ägare uppförde 1922 på byn Järlebos ägor, då även fabriken byggdes. I samband med att Haga snickerifabrik byggdes upp tillkom en rad villor för de anställda vid snickerifabriken. 